# 1818
Évszázadok: 18. század – 19. század – 20. század
Évtizedek: 1760-as évek – 1770-es évek – 1780-as évek – 1790-es évek – 1800-as évek – 1810-es évek – 1820-as évek – 1830-as évek – 1840-es évek – 1850-es évek – 1860-as évek
Évek: 1813 – 1814 – 1815 – 1816 –  1817 – 1818 – 1819 – 1820 – 1821 – 1822 – 1823

## Események
- december 25. – Először csendül fel a Franz Gruber által komponált karácsonyi ének, a Csendes éj (németül: Stille Nacht, heilige Nacht...) az ausztriai Oberndorf bei Salzburgban.
- Aacheni kongresszus
- A Varsói Egyetem alapítása.

## Születések
- (ismeretlen időpontban) – Almásy Pál, politikus, az első népképviseleti országgyűlés alelnöke († 1882)
- január 6. – Hazslinszky Frigyes Ákos botanikus, mikológus, az MTA tagja († 1896)
- január 17. – Haberern Jonatán, teológiai tanár, filozófiai író († 1880)
- január 25. – Kruspér István metrológus, geodéta, az MTA tagja, a magyarországi mérésügy megalapozója († 1905)
- január 30. – Görgei Artúr honvéd tábornok († 1916)
- február 8. – Austin Blair amerikai politikus († 1894)
- március 20. – Lenhossék József orvos, anatómus, antropológus, az MTA tagja († 1888)
- április 29. – II. Sándor orosz cár († 1881)
- május 24. – Weber Henrik festő († 1866)
- május 31. – Pomucz György az 1848-49-es magyar szabadságharc honvéd századosa, az amerikai polgárháború címzetes dandártábornoka, majd amerikai diplomata († 1882)
- június 17. – Charles Gounod francia zeneszerző, a Szapphó, a Faust és a Rómeó és Júlia című nagysikerű operák alkotója († 1893)
- június 29. – Pietro Angelo Secchi olasz csillagász († 1878)
- július 1. – Semmelweis Ignác orvos, az „anyák megmentője” († 1865)
- július 19. – Hatvani Imre, ügyvéd, az 1849-es szabadságharc egyik őrnagya († 1856)
- augusztus 6. – Marschalkó János, szobrász († 1877)
- augusztus 12. – Sztrokay Elek katonatiszt, hadtudományi író († 1847)
- augusztus 13. – Haan Lajos, evangélikus lelkész, történetíró, az MTA tagja († 1891)
- szeptember 10. – Noah Davis, az Amerikai Egyesült Államok Képviselőházának tagja († 1902)
- szeptember 27. – Adolph Wilhelm Hermann Kolbe, német kémikus († 1884)
- november 1. – Szacsvay Imre, ügyvéd, politikus, az 1848–49-es szabadságharc vértanúja († 1849)
- november 9. – Ivan Szergejevics Turgenyev, orosz író, költő († 1883)
- november 21. – Orbán József, magyar pedagógus († 1896)
- november 23. – Szlávy József, magyar ügyvéd, bányamérnök, politikus, miniszterelnök († 1900)
- november 27. – Aron Pumnul, román nyelvész († 1866)
- december 8. – Mailáth György országbíró, a főrendiház elnöke († 1883)
- december 24. – James Prescott Joule, angol fizikus († 1889)

## Halálozások
- április 25. – Tolnay Sándor, az állatorvoslás első egyetemi professzora (* 1747)
- június 8. – Jan Henryk Dąbrowski, lengyel tábornok és nemzeti hős (* 1755)
- július 25. – Dugonics András, író, áldozórendi pap és tanár (* 1740)
- július 28. – Gaspard Monge, francia matematikus (* 1746)
- október 16. – Ócsai Balogh Péter, császári és királyi belső titkos tanácsos, főispán (* 1748)
- november 5. – Heinrich Füger, német festő (* 1748)